# Norte y Sur (John Jakes)
Norte y Sur (North and South) es una trilogía de best sellers escrita por John Jakes en los años 80, compuesta de las novelas Norte y Sur (North and South, 1982), Amor y guerra (Love and War, 1984 y Cielo e infierno (Heaven and Hell, 1987).
No debe confundirse con la novela homónima escrita por la británica Elizabeth Gaskell en 1855, que relata una historia de amor en el contexto de la primera revolución industrial. 

## Argumento
Narra la historia de dos jóvenes (George Hazard y Orry Main) que se conocen en la academia militar de West Point.
Uno es de Pensilvania, de una familia acomodada del norte. El otro viene de las plantaciones del sur, donde su familia tiene esclavos. A pesar de sus diferencias, en la academia los dos se hacen muy amigos, pero la Guerra de Secesión entre el norte y el sur, en la que ambos participarán en bandos opuestos, pondrá a prueba su amistad.

## Serie de televisión
En 1985, tres años después de la publicación de la primera parte de la trilogía, se emitió en televisión la miniserie Norte y Sur (North and South), que constaba de 12 capítulos de 45 minutos aproximadamente cada uno (6 en la edición DVD distribuidos en 3 discos con 2 capítulos de hora y media aproximadamente cada uno). Fue dirigida por Richard T. Heffron, Kevin Connor y Larry Peerce. La banda sonora corrió a cargo de David Bell, Bill Conti y Greig McRitchie.
Entre el excelente reparto participaron Patrick Swayze (Orry Main), James Read (George Hazard), Lesley-Anne Down, Wendy Kilbourne, Kirstie Alley, Jean Simmons, Terri Garber, Genie Francis, Philip Casnoff, Lewis Smith, John Stockwell, David Carradine, Inga Swenson, Jonathan Frakes, Wendy Fulton, Jim Metzler, Tony Frank, Erica Gimpel, William Ostrander, Andy Stahl, Georg Stanford Brown, Olivia Cole, Robert Mitchum, Hal Holbrook, Robert Guillaume, Morgan Fairchild, Johnny Cash, Gene Kelly, David Ogden Stiers, Forest Whitaker y Elizabeth Taylor.
| Libro                  | Series                                                    |
| ---------------------- | --------------------------------------------------------- |
| North and South (1982) | North and South (1985)                                    |
| Love and War (1984)    | North and South, Book II (1986)                           |
| Heaven and Hell (1987) | John Jakes' Heaven & Hell: North & South, Book III (1994) |